# 金擎天
金 擎天（キム・ギョンチョン、朝: 김경천、露: Кёнчхон Ким、1888年6月5日 - 1942年1月2日）は、朝鮮の独立運動家。
本名は金顕忠
（キム・ヒョンチュン、김현충）だが、朝鮮独立運動では金光瑞（キム・ガンソ、김광서）、あるいは金擎天と名乗った。陸軍中央幼年学校・陸軍士官学校に留学して、大日本帝国陸軍騎兵中尉となったが、脱走して独立運動に身を投じ、大正年間は主にシベリアで活動した。ソ連国籍となり、スターリンの大粛清で獄死したとされている。金日成将軍伝説のモデルの一人とされる。

## 名前について
1909年（明治42年）の陸軍中央幼年学校の卒業時の名前は、金顕忠である。
在学中、日韓併合に際して金光瑞と改名し、1912年には京城において戸籍名も光瑞で届けでている。独立運動時代に金擎天と名乗ったため、この変名の方が有名になり、「擎天 金将軍（경천 김장군）」と呼ばれた。
金日成と名乗ったことはないが、陸士54期卒の金貞烈は、「父（陸士26期卒の金埈元）から金光瑞が伝説の金日成将軍だと聞かされていた」と語った。
金日成（金成柱）が朝鮮民主主義人民共和国（北朝鮮）に姿を現したとき、多くの人々が「若すぎる」と疑問をもったことについては数々の証言があり、陸軍士官学校に留学していたこと、白馬に乗って独立闘争をしていたこと、金将軍と呼ばれていたことなどから、金日成将軍伝説のモデルの一人であったのではないか、とされている。

## 経歴

### 家族と少年期
1888年6月5日、咸鏡南道北青郡新昌邑昇坪里で、金鼎禹を父、尹玉蓮を母として生を受けた。五男一女の末子である。本貫は金海金氏で、両班のうち武班の家柄であり、代々武官を勤めて裕福だったという。
擎天の本籍は漢城であり、少年期から漢城で育った。一族がみな武官で、擎天も軍人をめざした。書店でナポレオン伝を読み、憧れたという。父親の影響もあり、日本留学を志し、京城学堂（大日本海外教育会が経営する日本語学校）に進学した。
父の鼎禹は、1895年に日本に留学し、慶應義塾、順天求合社、東京工業学校に学び、東京砲兵工廠で銃弾など武器製造の研修を受けた。帰国後は大韓帝国軍の高官となっていて、息子を陸軍士官学校留学に送り出したのである。叔父が陸士留学経験者であり、その斡旋もあったといわれる。
1909年、擎天は日本留学の一週間前に、柳桂俊の娘・柳貞（유정、戸籍名、1892年 - 1971年）、通称ユ・ジョンファと結婚した。妻にピアノを習うことを勧めて、単身留学した。

### 日本留学
東京に留学し、1909年（明治42年）に陸軍中央幼年学校を卒業し、陸軍士官学校第23期生となる。
当時、士官学校に留学していた韓国人は擎天一人だったが、陸軍幼年学校には、洪思翊や池青天など複数の留学生がいた。翌1910年の日韓併合に際しては、全員が衝撃を受け、脱走抗日を口にする者も多かった。擎天は洪思翊とともに、「吸収するべきものを吸収して時期をみよう」と自重を促したという。
1911年の5月、士官学校を卒業し、同年に任官。陸軍騎兵学校に進む前後に妻を呼びよせたものとみえ、二人がもうけた二男四女のうち、上の二人の娘は千葉で生まれている。
1919年（大正8年）、擎天は騎兵第一連隊所属の日本陸軍中尉として東京にいて、李光洙など留日朝鮮人学生たちの二・八独立宣言に接する。ただちに休暇をとり、妻子を伴って京城に帰った。

### 独立運動

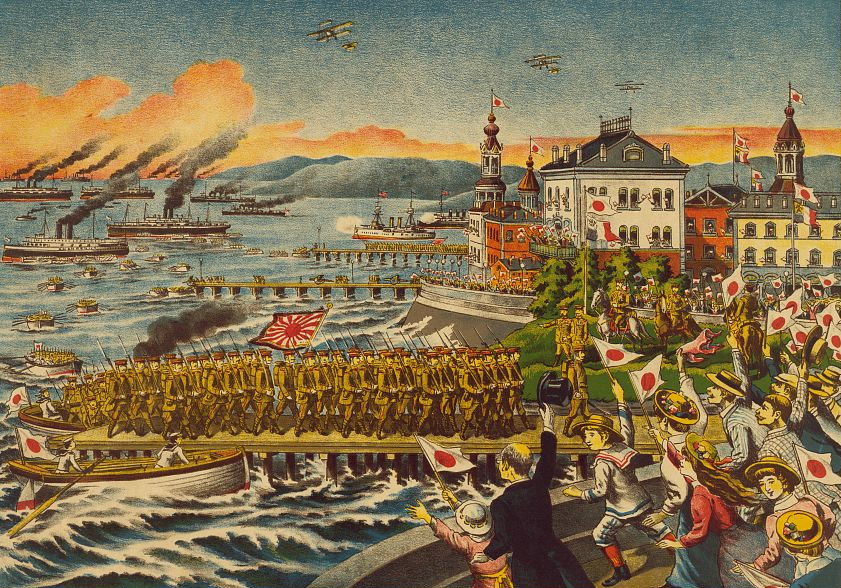
シベリア出兵において、ウラジオストクに上陸する日本軍を描いた作品。『救露討獨遠征軍画報』より

京城において、三・一独立運動を目前にした擎天は、抗日独立運動への参加を決意し、陸士後輩の池青天とともに国境を越え、満洲へ向かった。とりあえず落ち着いた先は、南満州の新興武官学校である。これにより陸軍騎兵中尉を免本官、従七位返上を命じられる。
新興武官学校は、義兵闘争時代からある独立運動武装団体の私塾だったが、この前年の凶作で、閉鎖に近い状態に陥っていた。そこへ、各地から優れた人材が集まり教官となったことで、たちまち数百人の生徒が集まった。その教官の中でも、日本陸軍の現役将校だった擎天と青天の名声は高く、旧大韓帝国軍官学校出身の将校だった申東天とともに「南満の三天」と称えられた。
しかし、擎天が教官を務めた期間は、半年ほどだった。1920年のはじめには、ハルビンにいて、ウラジオストクの抗日同志と連絡をとっていたことが、日本側の探索資料に見える。擎天は、独立運動の舞台をシベリアに移した。
第一次世界大戦の最中、1917年に勃発したロシア革命により、当時のシベリアは混乱状態にあった。十月革命後、フランスとイギリスの介入で、シベリアにいたチェコ軍団が白軍に荷担し、その救援ということで、日本を中心とする連合国が シベリア出兵を行っていたのである。しかし、大戦の終結にともなって、チェコ軍団は戦闘を停止し、白軍は劣勢となって、日本をのぞく連合国は撤兵を決めていた。
沿海州を中心に、シベリアには高麗人が多かったが、ロシア国籍をもつ移民ばかりではなく、抗日を志して運動をくりひろげる亡命者も多数いた。そのリーダー格の李東輝が、上海臨時政府の国務総理になっていて、レーニンの民族自決論に共鳴していた。擎天がシベリアに移った時期には、レーニンに資金援助を求める指針が決定され、在満州（間島）、シベリアの抗日朝鮮人集団は、赤軍に荷担する運びとなっていく。
ウラジオストクに駐留する日本軍は、間島と沿海州の抗日集団が行ききし、武装闘争をめざしていることを見とがめ、ちょうど擎天が連絡をとった時期、間島での現金強盗殺人事件をきっかけに、大規模なウラジオストクの新韓村手入れを始めた。
擎天は、ウラジオストクに入ったものの、手入れを避けて郊外の山中に逃れ、スーチャンのタウデミ村でパルチザン部隊を結成し、韓昌傑部隊、サビツキー部隊とともに、中国人馬賊部隊（古山グループ）と交戦し、これを退けた。擎天は、この馬賊退治で名を挙げ、金将軍と呼ばれるようになった。このころスーチャンでは、300人ほどのオリガ地区パルチザン連合部隊が組織されたが、擎天はこれを指揮し、1921年の春ころ、アヌチノにおいて、カッペリ兵団（コルチャーク軍の残党）との戦いに参加した。
スーチャンは、当時、非常に治安が乱れていて、擎天は民生を鄭在寛に任せて、軍政をしいたと伝えられる。
擎天が指揮したスーチャンのパルチザン部隊は、際だって規律が高く、一旗組も多かった他のパルチザンとはちがっていた。赤軍指導者も「（スーチャンの）朝鮮人部隊は規律、大義への専心と敬愛の模範を示していた。……朝鮮人のあいだでは規律への不服従、命令不履行、ましてや泥酔といったケースをわれわれは知らない」と絶賛した。
ところで、以前から、ウスリースクの近郊に地盤を置く朝鮮人武装団体の血誠団があったが、これが中心となってパルチザンが結集し、1921年のはじめころにはスーチャン高麗義兵団が結成された。擎天は司令官として招かれ、相当数の兵力を率いることとなった。このころから、擎天は光瑞の名で、日本側の探索資料にも登場するようになるが、それによれば、1922年半ばころには、およそ600人を率いていた。
1921年から1922年にかけて、擎天は主にイマン近辺を舞台に、赤軍に協力して白軍と戦闘をくりひろげた。1922年の夏には、沿海州革命軍事委員会が、擎天をポシェト軍区パルチザン連合部隊長に任命したともいう。
シベリアにおける当時の擎天の活躍は、朝鮮半島において発行されていた民族系の新聞、東亜日報や朝鮮日報などでも盛んに報じられ、1923年7月29日付の東亜日報は、1ページを使って擎天のインタビュー記事を載せた。この中で擎天は、「1922年1月2日のイマンにおける戦闘では、司令官の降伏で指揮官を失ったソビエト赤軍の指揮までとり、弾丸が降り注ぐ中を、白馬にまたがって指揮をとり続け、ついにイマン占領に成功した」といったことを語っている。1920年代、朝鮮半島の新聞紙上でもっとも多く報じられた独立運動家は擎天であり、インタビュー記事まで載ったのは彼一人だという。
しかし、すでにこの時期、満州、シベリアの独立武装団体は分裂し、1921年6月の黒河事変では同士討ちをくりひろげ、レーニンに頼ろうとした李東輝は影響力を失っていた。さらに1922年の10月、ウラジオストクが陥落し、日本は北サハリンをのぞいたシベリア全域から撤退を完了した。白軍の残党や迫害を恐れたロシア人たちは亡命を志してシベリアを脱出し、緩衝国として暫定的にシベリアに樹立されていた極東共和国も役目を終え、ソビエト共産党が政権を掌握した。1922年いっぱいでロシア内戦は終結したわけで、朝鮮人の抗日パルチザンもまた役目を終えた。ソビエト政権は、日本との関係修復のためにも、独立運動団体の武装活動を見逃すわけにはいかなくなっていた。
擎天は、武装独立闘争の継続を願って、1923年1月3日より、上海で行われた大韓民国臨時政府の国民代表会議に出席した。しかし、主導権をめぐる対立で臨時政府は分裂崩壊し、シベリアの高麗共産党（イルクーツク派）を中心とした勢力のみが残って、「朝鮮共和国」を名乗る組織となった。その国務委員には池青天がいて、擎天もこれを支持していたとみられる。

### 高麗人として
1923年8月末、朝鮮共和国の組織は、ソ連政府の庇護を期待してウラジオストクへ移り、独立宣言を発して、コミンテルンの承認を待った。翌1924年、コミンテルンは否承認の回答を出し、国外退去を迫って、組織は四散した。擎天はシベリアに残ることを選び、ここで池青天と道が分かれた。翌1925年、朝鮮半島の毎日申報は「金光瑞は亡命運動家たちを引き具して、共産主義者たちと決別した」と報じたが、誤報だった。
武装独立運動の夢を捨てきれなかった擎天は、沿海州各地で軍事指導を務める一方、武官学校の設立を画策し、ウラジオストク韓族軍人クラブを組織したりもした。また、朝鮮師範大学（在ウラジオストク）の日本語と軍事学の講師を務め、一時期、佐官級の待遇で極東ソ連当局に招かれ、軍事専門家として、シベリア各地で軍隊の組織整備に知識を貸していたともされている。
朝鮮人の日本陸軍士官学校卒業生は、当時、全誼会という親睦組織をもっていて、会報を残している。洪思翊を中心に、彼らは現役の日本軍将校でありながら、独立運動に身を投じた擎天と池青天の消息を気にかけ、京城に残された二人の妻子を援助していた。擎天の妻、ユ・ジョンファは、1923年の冬、多額の負債によって所有する家屋を処分し、自らも3人の子をかかえて困窮しながら、より生活に困っていた池夫人に100円を寄付したという。
1925年、擎天は妻子を、ウラジオストクに呼びよせた。全誼会会報には、この妻子の旅立ちまで記録されていて、彼らは擎天がシベリアに残ったことまでは、知っていたものとみられる。しかし、これを最後に、擎天の消息は載らなくなる。

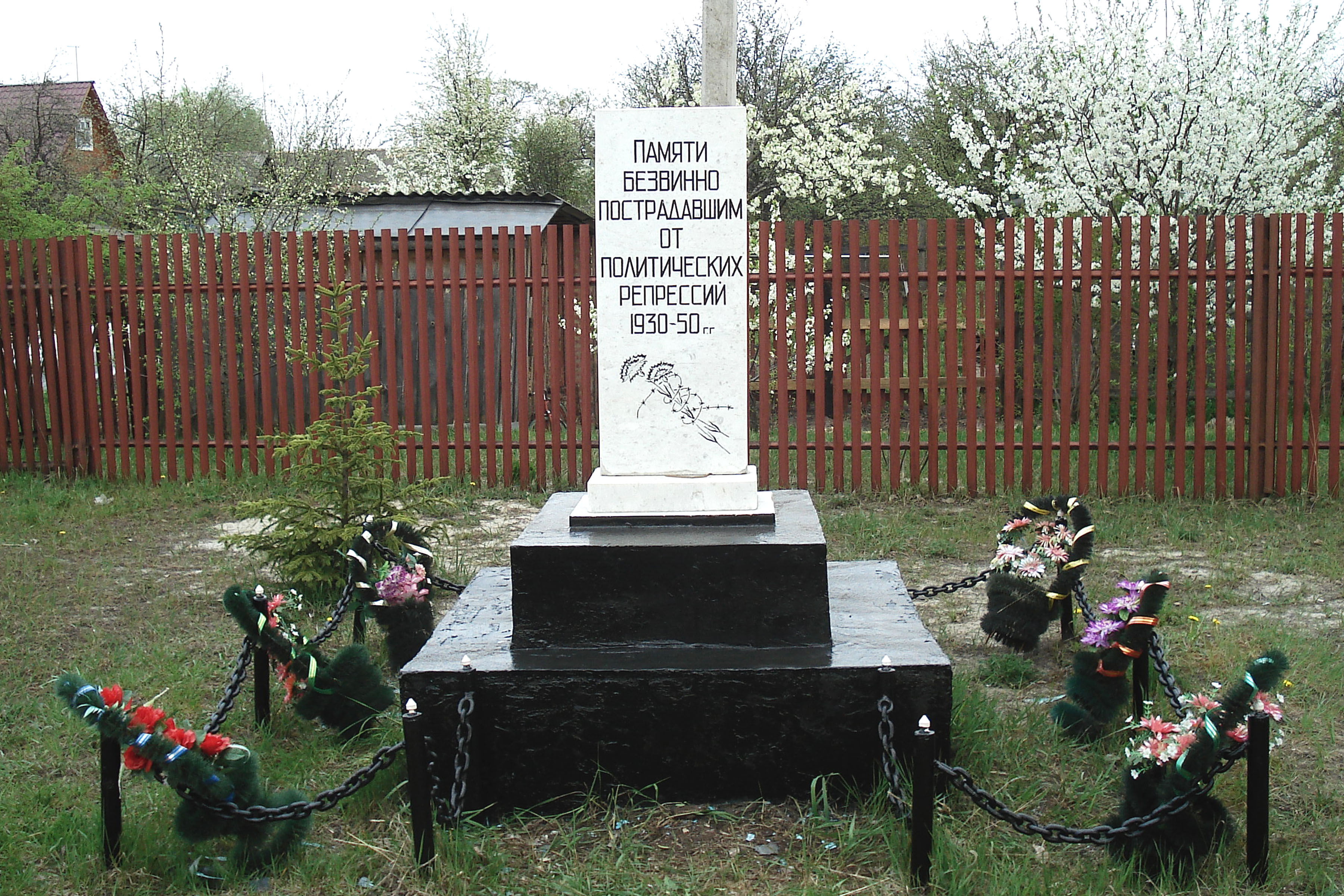
1930年-1950年の大粛清犠牲者を悼む碑

1930年代の半ばから、スターリンの大粛清の一環で、ソビエト共産党や公的機関の要職にあった朝鮮人指導者、知識人に弾圧の手がのびた。1936年、擎天もスパイ容疑で逮捕され、3年の刑を受けた。
翌1937年、沿海州に住む高麗人（朝鮮人）20万人は、すべてが強制移住の対象となり、短期間のうちに中央アジアへ移送された。擎天の妻子もカザフスタンのカラガンダに送られ、「人民の敵」のレッテルのもと辛酸をなめていた。擎天は1939年に釈放され、家族のもとにたどり着いたが、ともに過ごせたのはほんの一月で、同年に再逮捕された。今度は8年の刑を受け、カラガンダのラーゲリに収容されたが、1941年、独ソ戦の勃発とともに移監され、1942年、アルハンゲリスクのラーゲリで心臓疾患により死亡したとされる。しかし、正確な死亡日時、場所、死亡原因は、いまなお不明である。
スターリンが死亡した後、1959年2月16日、擎天は名誉回復され、遺族も復権した。

## 没後の評価
金擎天の事跡は、闘争の舞台が主にシベリアであったために、独立後の大韓民国において長らく忘れ去られていた。その理由としては、李承晩政権にはじまる韓国の極端な反共主義が挙げられる。シベリアに残ったということは、共産主義者になったということと同義だった。
1974年、李命英が、ソウルで発行した『金日成列伝』（日本語訳『四人の金日成』）によって、自身が子供の頃に父から聞かされていた金日成伝説が「陸士に留学していた人物」というものであったことから、伝説のモデルとして初めて掘り起こした。しかし、当時の韓国は北朝鮮はもちろん、ソ連や中国とも外交関係がなく現地での調査は不可能であり、また反共的な価値判断もあって、シベリア残留については一時的にソ連と提携したのみで共産主義に心服してはおらず、1925年にソ連と日本が日ソ基本条約を締結し、ソ連が朝鮮独立運動の支援を取りやめたことで金擎天もまたソ連に見切りをつけ、1920年代後半以降の消息は不明とされていた。
1982年、北朝鮮からソ連へ亡命した許真（ホ・ジン）が、林隠というペンネームで書いた『北朝鮮王朝成立秘史ー金日成正伝ー』（日本語）が、東京で出版された。ここで、ソ連にいた高麗人たちの著作や証言によって、擎天がソ連に留まり、大粛清の犠牲になったことが明らかにされたが、当時のソ連は高麗人が自由に口をきける状況になく、粛清に関しての情報は正確さを欠いていた。また韓国において、広範な関心がよせられることもなかった。
状況が変わったのは、1990年の韓国とソ連の国交回復以降である。その翌91年冬にソビエト連邦の崩壊が起き、韓国と中央アジアの高麗人との交流が活発になり、高麗人の独立運動家が韓国で注目されるようになった。
1998年、韓国政府は金擎天に建国勲章を追敍した。その式典に際し、生存していた擎天の末娘であるキム・ジヒ（1928年 - ）と末の息子にあたるキム・キボム（1932年 - ）が韓国を訪れ、詳しい事跡が知られるようになった。